# Interlands Iers voetbalelftal 1980-1989
Deze pagina toont een chronologisch en gedetailleerd overzicht van de interlands die het Iers voetbalelftal heeft gespeeld in de periode 1980 – 1989.

## Interlands

### 1980
|                                                                          |                                   |       |         |                                                                                    |
| 6 februari EK 1980 kwalificatie № 182 «onderlinge duels» 19:45 uur (UTC) | Engeland                          | 2 – 0 | Ierland | Wembley Stadium, Londen Toeschouwers: 90.299 Scheidsrechter: Klaus Scheurell (FRG) |
| 6 februari EK 1980 kwalificatie № 182 «onderlinge duels» 19:45 uur (UTC) | Kevin Keegan 34' Kevin Keegan 74' |       |         | Wembley Stadium, Londen Toeschouwers: 90.299 Scheidsrechter: Klaus Scheurell (FRG) |

|                                                                          |                                                 |       |                                                 |                                                                              |
| 26 maart WK 1982 kwalificatie № 183 «onderlinge duels» 16:00 uur (UTC+2) | Cyprus                                          | 2 – 3 | Ierland                                         | Makariostadion, Nicosia Toeschouwers: 6.500 Scheidsrechter: Zvi Sharir (ISR) |
| 26 maart WK 1982 kwalificatie № 183 «onderlinge duels» 16:00 uur (UTC+2) | Nikos Pantziaras 28' Sotiris Kaiafas 73' (pen.) |       | 8' Paul McGee 23' Paul McGee 37' Mark Lawrenson | Makariostadion, Nicosia Toeschouwers: 6.500 Scheidsrechter: Zvi Sharir (ISR) |

|                                                                       |                               |       |             |                                                                                |
| 30 april Vriendschappelijk № 184 «onderlinge duels» 19:00 uur (UTC+1) | Ierland                       | 2 – 0 | Zwitserland | Lansdowne Road, Dublin Toeschouwers: 12.000 Scheidsrechter: Clive Thomas (WAL) |
| 30 april Vriendschappelijk № 184 «onderlinge duels» 19:00 uur (UTC+1) | Don Givens 12' Gerry Daly 41' |       |             | Lansdowne Road, Dublin Toeschouwers: 12.000 Scheidsrechter: Clive Thomas (WAL) |

|                                                                     |         |                   |            |                                                                                   |
| 16 mei Vriendschappelijk № 185 «onderlinge duels» 19:00 uur (UTC+1) | Ierland | 0 – 1             | Argentinië | Lansdowne Road, Dublin Toeschouwers: 30.100 Scheidsrechter: George Courtney (ENG) |
| 16 mei Vriendschappelijk № 185 «onderlinge duels» 19:00 uur (UTC+1) |         | 28' José Valencia |            | Lansdowne Road, Dublin Toeschouwers: 30.100 Scheidsrechter: George Courtney (ENG) |

|                                                                              |                                   |       |                    |                                                                                         |
| 10 september WK 1982 kwalificatie № 186 «onderlinge duels» 18:00 uur (UTC+1) | Ierland                           | 2 – 1 | Nederland          | Lansdowne Road, Dublin Toeschouwers: 25.782 Scheidsrechter: Henning Lund Sørensen (DEN) |
| 10 september WK 1982 kwalificatie № 186 «onderlinge duels» 18:00 uur (UTC+1) | Gerry Daly 79' Mark Lawrenson 84' |       | 57' Simon Tahamata | Lansdowne Road, Dublin Toeschouwers: 25.782 Scheidsrechter: Henning Lund Sørensen (DEN) |

|                                                                            |                   |       |                   |                                                                                  |
| 15 oktober WK 1982 kwalificatie № 187 «onderlinge duels» 16:15 uur (UTC+1) | Ierland           | 1 – 1 | België            | Lansdowne Road, Dublin Toeschouwers: 36.524 Scheidsrechter: Norbert Rolles (LUX) |
| 15 oktober WK 1982 kwalificatie № 187 «onderlinge duels» 16:15 uur (UTC+1) | Tony Grealish 42' |       | 13' Bert Cluytens | Lansdowne Road, Dublin Toeschouwers: 36.524 Scheidsrechter: Norbert Rolles (LUX) |

|                                                                            |                                       |       |         |                                                                                           |
| 28 oktober WK 1982 kwalificatie № 188 «onderlinge duels» 20:30 uur (UTC+1) | Frankrijk                             | 2 – 0 | Ierland | Parc des Princes, Parijs Toeschouwers: 44.800 Scheidsrechter: Augusto Lamo Castillo (ESP) |
| 28 oktober WK 1982 kwalificatie № 188 «onderlinge duels» 20:30 uur (UTC+1) | Michel Platini 11' Jacques Zimako 85' |       |         | Parc des Princes, Parijs Toeschouwers: 44.800 Scheidsrechter: Augusto Lamo Castillo (ESP) |

|                                                                           | |       |        |                                                                                        |
| 19 november WK 1982 kwalificatie № 189 «onderlinge duels» 14:30 uur (UTC) | Ierland | 6 – 0 | Cyprus | Lansdowne Road, Dublin Toeschouwers: 24.351 Scheidsrechter: Eysteinn Guðmundsson (ISL) |
| 19 november WK 1982 kwalificatie № 189 «onderlinge duels» 14:30 uur (UTC) | Gerry Daly 11' Gerry Daly 24' Tony Grealish 25' Michael Robinson 29' Frank Stapleton 46' Chris Hughton 65' |       |        | Lansdowne Road, Dublin Toeschouwers: 24.351 Scheidsrechter: Eysteinn Guðmundsson (ISL) |

### 1981
|                                                                        |                   |       |                                                 |                                                                            |
| 24 februari Vriendschappelijk № 190 «onderlinge duels» 20:00 uur (UTC) | Ierland           | 1 – 3 | Wales                                           | Tolka Park, Dublin Toeschouwers: 15.000 Scheidsrechter: Peter Reeves (ENG) |
| 24 februari Vriendschappelijk № 190 «onderlinge duels» 20:00 uur (UTC) | Tony Grealish 25' |       | 34' Paul Price 38' Terry Boyle 89' Terry Yorath | Tolka Park, Dublin Toeschouwers: 15.000 Scheidsrechter: Peter Reeves (ENG) |

|                                                                          |                   |       |         |                                                                               |
| 25 maart WK 1982 kwalificatie № 191 «onderlinge duels» 20:00 uur (UTC+1) | België            | 1 – 0 | Ierland | Heizelstadion, Brussel Toeschouwers: 37.978 Scheidsrechter: Raul Nazaré (POR) |
| 25 maart WK 1982 kwalificatie № 191 «onderlinge duels» 20:00 uur (UTC+1) | Jan Ceulemans 88' |       |         | Heizelstadion, Brussel Toeschouwers: 37.978 Scheidsrechter: Raul Nazaré (POR) |

|                                                                       |                                                     |       |                   |                                                                           |
| 29 april Vriendschappelijk № 192 «onderlinge duels» 19:00 uur (UTC+1) | Ierland                                             | 3 – 1 | Tsjecho-Slowakije | Lansdowne Road, Dublin Toeschouwers: 8.000 Scheidsrechter: Alf Grey (ENG) |
| 29 april Vriendschappelijk № 192 «onderlinge duels» 19:00 uur (UTC+1) | Kevin Moran 19' Kevin Moran 72' Frank Stapleton 78' |       | 54' Marián Masný  | Lansdowne Road, Dublin Toeschouwers: 8.000 Scheidsrechter: Alf Grey (ENG) |

|                                                                     |                                                            |       |         |                                                                               |
| 21 mei Vriendschappelijk № 193 «onderlinge duels» 20:00 uur (UTC+2) | West-Duitsland                                             | 3 – 0 | Ierland | Weserstadion, Bremen Toeschouwers: 4.000 Scheidsrechter: Peer Frickmann (DEN) |
| 21 mei Vriendschappelijk № 193 «onderlinge duels» 20:00 uur (UTC+2) | Karl Del'Haye 50' Freidhelm Funkel 62' Helmut Schroder 64' |       |         | Weserstadion, Bremen Toeschouwers: 4.000 Scheidsrechter: Peer Frickmann (DEN) |

|                                                                 |                                                          |       |         |                                                                                    |
| 24 mei Vriendschappelijk № 194 «onderlinge duels» 16:30 (UTC+2) | Polen                                                    | 3 – 0 | Ierland | Stadion Zawiszy, Bydgoszcz Toeschouwers: 15.000 Scheidsrechter: Vasile Tătar (ROU) |
| 24 mei Vriendschappelijk № 194 «onderlinge duels» 16:30 (UTC+2) | Andrzej Iwan 2' David O'Leary 38' (e.d.) Roman Ogaza 66' |       |         | Stadion Zawiszy, Bydgoszcz Toeschouwers: 15.000 Scheidsrechter: Vasile Tătar (ROU) |

|                                                                             |                                             |       |                                          |                                                                                |
| 9 september WK 1982 kwalificatie № 195 «onderlinge duels» 20:00 uur (UTC+2) | Nederland                                   | 2 – 2 | Ierland                                  | De Kuip, Rotterdam Toeschouwers: 46.000 Scheidsrechter: Vojtech Christov (TCH) |
| 9 september WK 1982 kwalificatie № 195 «onderlinge duels» 20:00 uur (UTC+2) | Frans Thijssen 11' Arnold Mühren 65' (pen.) |       | 40' Michael Robinson 71' Frank Stapleton | De Kuip, Rotterdam Toeschouwers: 46.000 Scheidsrechter: Vojtech Christov (TCH) |

|                                                                            |                                                                   |       |                                     |                                                                                |
| 14 oktober WK 1982 kwalificatie № 196 «onderlinge duels» 16:00 uur (UTC+1) | Ierland                                                           | 3 – 2 | Frankrijk                           | Lansdowne Road, Dublin Toeschouwers: 55.000 Scheidsrechter: Ulf Eriksson (SWE) |
| 14 oktober WK 1982 kwalificatie № 196 «onderlinge duels» 16:00 uur (UTC+1) | Philippe Mahut 3' (e.d.) Frank Stapleton 23' Michael Robinson 40' |       | 9' Bruno Bellone 83' Michel Platini | Lansdowne Road, Dublin Toeschouwers: 55.000 Scheidsrechter: Ulf Eriksson (SWE) |

### 1982
|                                                     |                                  |       |         |                                                                                            |
| 28 april Vriendschappelijk № 197 «onderlinge duels» | Algerije                         | 2 – 0 | Ierland | Stadion van 5 juli 1962, Algiers Toeschouwers: 65.000 Scheidsrechter: Daniel Lambert (FRA) |
| 28 april Vriendschappelijk № 197 «onderlinge duels» | Salah Assad 15' Rabah Madjer 65' |       |         | Stadion van 5 juli 1962, Algiers Toeschouwers: 65.000 Scheidsrechter: Daniel Lambert (FRA) |

|                                                   |                     |       |         |                                                                                    |
| 21 mei Vriendschappelijk № 198 «onderlinge duels» | Chili               | 1 – 0 | Ierland | Estadio Nacional, Santiago Toeschouwers: 16.138 Scheidsrechter: Victor Ojeda (CHI) |
| 21 mei Vriendschappelijk № 198 «onderlinge duels» | Miguel Ángel Gamboa |       |         | Estadio Nacional, Santiago Toeschouwers: 16.138 Scheidsrechter: Victor Ojeda (CHI) |

|                                                                     |                                                                                      |       |         |                                                                                               |
| 27 mei Vriendschappelijk № 199 «onderlinge duels» 21:15 uur (UTC−3) | Brazilië                                                                             | 7 – 0 | Ierland | Estádio Parque do Sabiá, Uberlândia Toeschouwers: 72.733 Scheidsrechter: Romualdo Filho (BRA) |
| 27 mei Vriendschappelijk № 199 «onderlinge duels» 21:15 uur (UTC−3) | Falcão 33' Sócrates 55' Serginho 65' Luizinho 69' Sócrates 73' Serginho 75' Zico 79' |       |         | Estádio Parque do Sabiá, Uberlândia Toeschouwers: 72.733 Scheidsrechter: Romualdo Filho (BRA) |

|                                                   |                    |       |            |                                                 |
| 30 mei Vriendschappelijk № 200 «onderlinge duels» | Trinidad en Tobago | 2 – 1 | Ierland    | Arimastadion, Port of Spain Toeschouwers: 6.000 |
| 30 mei Vriendschappelijk № 200 «onderlinge duels» | Goal · Goal        |       | Liam Brady | Arimastadion, Port of Spain Toeschouwers: 6.000 |

|                                                                              |                                    |       |                |                                                                          |
| 22 september EK 1984 kwalificatie № 201 «onderlinge duels» 20:00 uur (UTC+2) | Nederland                          | 2 – 1 | Ierland        | De Kuip, Rotterdam Toeschouwers: 40.498 Scheidsrechter: Ivan Grégr (TCH) |
| 22 september EK 1984 kwalificatie № 201 «onderlinge duels» 20:00 uur (UTC+2) | Dick Schoenaker 1' Ruud Gullit 64' |       | 79' Gerry Daly | De Kuip, Rotterdam Toeschouwers: 40.498 Scheidsrechter: Ivan Grégr (TCH) |

|                                                                        |                                       |       |         |                                                                             |
| 13 oktober EK 1984 kwalificatie № 202 «onderlinge duels» 16:00 (UTC+1) | Ierland                               | 2 – 0 | IJsland | Lansdowne Road, Dublin Toeschouwers: 23.371 Scheidsrechter: Paul Rion (LUX) |
| 13 oktober EK 1984 kwalificatie № 202 «onderlinge duels» 16:00 (UTC+1) | Frank Stapleton 35' Tony Grealish 73' |       |         | Lansdowne Road, Dublin Toeschouwers: 23.371 Scheidsrechter: Paul Rion (LUX) |

|                                                                           |                                                          |       |                                                            |                                                                               |
| 17 november EK 1984 kwalificatie № 203 «onderlinge duels» 14:30 uur (UTC) | Ierland                                                  | 3 – 3 | Spanje                                                     | Lansdowne Road, Dublin Toeschouwers: 35.088 Scheidsrechter: Jan Redelfs (FRG) |
| 17 november EK 1984 kwalificatie № 203 «onderlinge duels» 14:30 uur (UTC) | Ashley Grimes 2' Frank Stapleton 63' Frank Stapleton 76' |       | 31' Antonio Maceda 47' (e.d.) Mick Martin 60' Víctor Muñoz | Lansdowne Road, Dublin Toeschouwers: 35.088 Scheidsrechter: Jan Redelfs (FRG) |

### 1983
|                                                                      |       |                     |         |                                                                                   |
| 30 maart EK 1984 kwalificatie № 204 «onderlinge duels» 17:00 (UTC+2) | Malta | 0 – 1               | Ierland | Ta' Qalistadion, Ta' Qali Toeschouwers: 6.487 Scheidsrechter: Adolf Mathias (AUT) |
| 30 maart EK 1984 kwalificatie № 204 «onderlinge duels» 17:00 (UTC+2) |       | 89' Frank Stapleton |         | Ta' Qalistadion, Ta' Qali Toeschouwers: 6.487 Scheidsrechter: Adolf Mathias (AUT) |

|                                                                          |                                |       |         |                                                                                  |
| 27 april EK 1984 kwalificatie № 205 «onderlinge duels» 20:30 uur (UTC+2) | Spanje                         | 2 – 0 | Ierland | La Romareda, Zaragoza Toeschouwers: 28.211 Scheidsrechter: Valeriy Butenko (URS) |
| 27 april EK 1984 kwalificatie № 205 «onderlinge duels» 20:30 uur (UTC+2) | Santillana 51' Poli Rincón 89' |       |         | La Romareda, Zaragoza Toeschouwers: 28.211 Scheidsrechter: Valeriy Butenko (URS) |

|                                                                        |         |                                                        |         |                                                                                      |
| 21 september EK 1984 kwalificatie № 206 «onderlinge duels» 17:30 (UTC) | IJsland | 0 – 3                                                  | Ierland | Laugardalsvöllur, Reykjavik Toeschouwers: 13.706 Scheidsrechter: Gérard Biguet (FRA) |
| 21 september EK 1984 kwalificatie № 206 «onderlinge duels» 17:30 (UTC) |         | 17' Gary Waddock 21' Michael Robinson 82' Mickey Walsh |         | Laugardalsvöllur, Reykjavik Toeschouwers: 13.706 Scheidsrechter: Gérard Biguet (FRA) |

|                                                                            |                                       |       |                                                      |                                                                               |
| 12 oktober EK 1984 kwalificatie № 207 «onderlinge duels» 19:30 uur (UTC+1) | Ierland                               | 2 – 3 | Nederland                                            | Dalymount Park, Dublin Toeschouwers: 26.406 Scheidsrechter: André Daina (SUI) |
| 12 oktober EK 1984 kwalificatie № 207 «onderlinge duels» 19:30 uur (UTC+1) | Gary Waddock 7' Liam Brady 34' (pen.) |       | 51' Ruud Gullit 66' Marco van Basten 76' Ruud Gullit | Dalymount Park, Dublin Toeschouwers: 26.406 Scheidsrechter: André Daina (SUI) |

|                                                                       | |       |       |                                                                               |
| 16 november EK 1984 kwalificatie № 208 «onderlinge duels» 20:00 (UTC) | Ierland | 8 – 0 | Malta | Dalymount Park, Dublin Toeschouwers: 8.500 Scheidsrechter: Ole Amundsen (DEN) |
| 16 november EK 1984 kwalificatie № 208 «onderlinge duels» 20:00 (UTC) | Mark Lawrenson 25' Frank Stapleton 28' Kevin O'Callaghan 35' Mark Lawrenson 63' Kevin Sheedy 74' Liam Brady 76' Kevin Sheedy 84' Gerry Daly 86' |       |       | Dalymount Park, Dublin Toeschouwers: 8.500 Scheidsrechter: Ole Amundsen (DEN) |

### 1984
|                                                                      |                                              |       |         |                                                                                           |
| 4 april Vriendschappelijk № 209 «onderlinge duels» 17:00 uur (UTC+2) | Israël                                       | 3 – 0 | Ierland | Bloomfieldstadion, Tel Aviv Toeschouwers: 9.000 Scheidsrechter: Jean-Marie Lartigot (FRA) |
| 4 april Vriendschappelijk № 209 «onderlinge duels» 17:00 uur (UTC+2) | Eli Ohana 3' Zahi Armeli 62' Moshe Sinai 65' |       |         | Bloomfieldstadion, Tel Aviv Toeschouwers: 9.000 Scheidsrechter: Jean-Marie Lartigot (FRA) |

|                                                                 |         |       |       |                                                                                  |
| 23 mei Vriendschappelijk № 210 «onderlinge duels» 19:00 (UTC+1) | Ierland | 0 – 0 | Polen | Dalymount Park, Dublin Toeschouwers: 8.000 Scheidsrechter: George Courtney (ENG) |
| 23 mei Vriendschappelijk № 210 «onderlinge duels» 19:00 (UTC+1) |         |       |       | Dalymount Park, Dublin Toeschouwers: 8.000 Scheidsrechter: George Courtney (ENG) |

|                                                |       |                    |         |                                               |
| 3 juni Kirin Cup 1984 № 211 «onderlinge duels» | China | 0 – 1              | Ierland | Maruyamastadion, Sapporo Toeschouwers: 25.000 |
| 3 juni Kirin Cup 1984 № 211 «onderlinge duels» |       | 57' Eamonn O'Keefe |         | Maruyamastadion, Sapporo Toeschouwers: 25.000 |

|                                                                         |         |       |        |                                                                                |
| 8 augustus Vriendschappelijk № 212 «onderlinge duels» 20:00 uur (UTC+1) | Ierland | 0 – 0 | Mexico | Dalymount Park, Dublin Toeschouwers: 5.100 Scheidsrechter: Jakob Baumann (SUI) |
| 8 augustus Vriendschappelijk № 212 «onderlinge duels» 20:00 uur (UTC+1) |         |       |        | Dalymount Park, Dublin Toeschouwers: 5.100 Scheidsrechter: Jakob Baumann (SUI) |

|                                                                              |                  |       |             |                                                                              |
| 12 september WK 1986 kwalificatie № 213 «onderlinge duels» 18:00 uur (UTC+1) | Ierland          | 1 – 0 | Sovjet-Unie | Lansdowne Road, Dublin Toeschouwers: 27.070 Scheidsrechter: Jan Keizer (NED) |
| 12 september WK 1986 kwalificatie № 213 «onderlinge duels» 18:00 uur (UTC+1) | Mickey Walsh 64' |       |             | Lansdowne Road, Dublin Toeschouwers: 27.070 Scheidsrechter: Jan Keizer (NED) |

|                                                                            |                  |       |         |                                                                                  |
| 17 oktober WK 1986 kwalificatie № 214 «onderlinge duels» 19:00 uur (UTC+1) | Noorwegen        | 1 – 0 | Ierland | Ullevaalstadion, Oslo Toeschouwers: 15.379 Scheidsrechter: Klaus Scheurell (DDR) |
| 17 oktober WK 1986 kwalificatie № 214 «onderlinge duels» 19:00 uur (UTC+1) | Pål Jacobsen 43' |       |         | Ullevaalstadion, Oslo Toeschouwers: 15.379 Scheidsrechter: Klaus Scheurell (DDR) |

|                                                                             |                                                                   |       |         |                                                                                  |
| 14 november WK 1986 kwalificatie № 215 «onderlinge duels» 19:00 uur (UTC+1) | Denemarken                                                        | 3 – 0 | Ierland | Idrætsparken, Kopenhagen Toeschouwers: 45.300 Scheidsrechter: Robert Wurtz (FRA) |
| 14 november WK 1986 kwalificatie № 215 «onderlinge duels» 19:00 uur (UTC+1) | Preben Elkjær Larsen 30' Preben Elkjær Larsen 46' Søren Lerby 52' |       |         | Idrætsparken, Kopenhagen Toeschouwers: 45.300 Scheidsrechter: Robert Wurtz (FRA) |

### 1985
|                                                                       |                  |       |                                                |                                                                              |
| 5 februari Vriendschappelijk № 216 «onderlinge duels» 19:30 uur (UTC) | Ierland          | 1 – 2 | Italië                                         | Dalymount Park, Dublin Toeschouwers: 40.000 Scheidsrechter: Jan Keizer (NED) |
| 5 februari Vriendschappelijk № 216 «onderlinge duels» 19:30 uur (UTC) | Gary Waddock 53' |       | 5' (pen.) Paolo Rossi 18' Alessandro Altobelli | Dalymount Park, Dublin Toeschouwers: 40.000 Scheidsrechter: Jan Keizer (NED) |

|                                                                          |        |       |         |                                                                                     |
| 27 februari Vriendschappelijk № 217 «onderlinge duels» 14:15 uur (UTC+2) | Israël | 0 – 0 | Ierland | Ramat Ganstadion, Ramat Gan Toeschouwers: 3.000 Scheidsrechter: Pietro D`Elia (ITA) |
| 27 februari Vriendschappelijk № 217 «onderlinge duels» 14:15 uur (UTC+2) |        |       |         | Ramat Ganstadion, Ramat Gan Toeschouwers: 3.000 Scheidsrechter: Pietro D`Elia (ITA) |

|                                                                     |                                    |       |                |                                                                                 |
| 26 maart Vriendschappelijk № 218 «onderlinge duels» 19:45 uur (UTC) | Engeland                           | 2 – 1 | Ierland        | Wembley Stadium, Londen Toeschouwers: 34.793 Scheidsrechter: George Smith (SCO) |
| 26 maart Vriendschappelijk № 218 «onderlinge duels» 19:45 uur (UTC) | Trevor Steven 44' Gary Lineker 75' |       | 87' Liam Brady | Wembley Stadium, Londen Toeschouwers: 34.793 Scheidsrechter: George Smith (SCO) |

|                                                                       |         |       |           |                                                                                |
| 1 mei WK 1986 kwalificatie № 219 «onderlinge duels» 18:45 uur (UTC+1) | Ierland | 0 – 0 | Noorwegen | Lansdowne Road, Dublin Toeschouwers: 20.049 Scheidsrechter: Lajos Németh (HUN) |
| 1 mei WK 1986 kwalificatie № 219 «onderlinge duels» 18:45 uur (UTC+1) |         |       |           | Lansdowne Road, Dublin Toeschouwers: 20.049 Scheidsrechter: Lajos Németh (HUN) |

|                                                                     |         |       |        |                                                                             |
| 26 mei Vriendschappelijk № 220 «onderlinge duels» 15:30 uur (UTC+1) | Ierland | 0 – 0 | Spanje | Flower Lodge, Cork Toeschouwers: 12.000 Scheidsrechter: Franz Gächter (SUI) |
| 26 mei Vriendschappelijk № 220 «onderlinge duels» 15:30 uur (UTC+1) |         |       |        | Flower Lodge, Cork Toeschouwers: 12.000 Scheidsrechter: Franz Gächter (SUI) |

|                                                                        |                                                       |       |             |                                                                                 |
| 2 juni WK 1986 kwalificatie № 221 «onderlinge duels» 15:00 uur (UTC+1) | Ierland                                               | 3 – 0 | Zwitserland | Lansdowne Road, Dublin Toeschouwers: 17.300 Scheidsrechter: Paolo Bergamo (ITA) |
| 2 juni WK 1986 kwalificatie № 221 «onderlinge duels» 15:00 uur (UTC+1) | Frank Stapleton 7' Tony Grealish 33' Kevin Sheedy 57' |       |             | Lansdowne Road, Dublin Toeschouwers: 17.300 Scheidsrechter: Paolo Bergamo (ITA) |

|                                                                              |             |       |         |                                                                          |
| 11 september WK 1986 kwalificatie № 222 «onderlinge duels» 20:00 uur (UTC+2) | Zwitserland | 0 – 0 | Ierland | Wankdorf, Bern Toeschouwers: 24.000 Scheidsrechter: Emilio Soriano (ESP) |
| 11 september WK 1986 kwalificatie № 222 «onderlinge duels» 20:00 uur (UTC+2) |             |       |         | Wankdorf, Bern Toeschouwers: 24.000 Scheidsrechter: Emilio Soriano (ESP) |

|                                                                            |                                         |       |         |                                                                                        |
| 16 oktober WK 1986 kwalificatie № 223 «onderlinge duels» 19:00 uur (UTC+3) | Sovjet-Unie                             | 2 – 0 | Ierland | Centraal Leninstadion, Moskou Toeschouwers: 99.643 Scheidsrechter: Paolo Casarin (ITA) |
| 16 oktober WK 1986 kwalificatie № 223 «onderlinge duels» 19:00 uur (UTC+3) | Fjodor Tsjerenkov 60' Oleh Protasov 89' |       |         | Centraal Leninstadion, Moskou Toeschouwers: 99.643 Scheidsrechter: Paolo Casarin (ITA) |

|                                                                           |                    |       |                                                                                       |                                                                                |
| 13 november WK 1986 kwalificatie № 224 «onderlinge duels» 14:30 uur (UTC) | Ierland            | 1 – 4 | Denemarken                                                                            | Lansdowne Road, Dublin Toeschouwers: 12.000 Scheidsrechter: Franz Wöhrer (AUT) |
| 13 november WK 1986 kwalificatie № 224 «onderlinge duels» 14:30 uur (UTC) | Frank Stapleton 6' |       | 7' Preben Elkjær Larsen 49' Michael Laudrup 57' John Sivebæk 76' Preben Elkjær Larsen | Lansdowne Road, Dublin Toeschouwers: 12.000 Scheidsrechter: Franz Wöhrer (AUT) |

### 1986
|                                                                     |         |              |       |                                                                              |
| 26 maart Vriendschappelijk № 225 «onderlinge duels» 16:30 uur (UTC) | Ierland | 0 – 1        | Wales | Lansdowne Road, Dublin Toeschouwers: 16.500 Scheidsrechter: Kenny Hope (SCO) |
| 26 maart Vriendschappelijk № 225 «onderlinge duels» 16:30 uur (UTC) |         | 17' Ian Rush |       | Lansdowne Road, Dublin Toeschouwers: 16.500 Scheidsrechter: Kenny Hope (SCO) |

|                                                                       |                       |       |               |                                                                               |
| 23 april Vriendschappelijk № 226 «onderlinge duels» 18:45 uur (UTC+1) | Ierland               | 1 – 1 | Uruguay       | Lansdowne Road, Dublin Toeschouwers: 14.000 Scheidsrechter: John Martin (ENG) |
| 23 april Vriendschappelijk № 226 «onderlinge duels» 18:45 uur (UTC+1) | Gerry Daly 38' (pen.) |       | 22' Ruben Paz | Lansdowne Road, Dublin Toeschouwers: 14.000 Scheidsrechter: John Martin (ENG) |

|                                                                                             |                      |       |                                 |                                                                                   |
| 25 mei Vriendschappelijk Iceland Triangular Tournament № 227 «onderlinge duels» 17:00 (UTC) | IJsland              | 1 – 2 | Ierland                         | Laugardalsvöllur, Reykjavik Toeschouwers: 4.286 Scheidsrechter: Joe Worrall (ENG) |
| 25 mei Vriendschappelijk Iceland Triangular Tournament № 227 «onderlinge duels» 17:00 (UTC) | Arnór Guðjohnsen 40' |       | 34' Paul McGrath 84' Gerry Daly | Laugardalsvöllur, Reykjavik Toeschouwers: 4.286 Scheidsrechter: Joe Worrall (ENG) |

|                                                                                 |                   |                     |         |                                                                                 |
| 27 mei Vriendschappelijk Iceland Triangular Tournament № 228 «onderlinge duels» | Tsjecho-Slowakije | 0 – 1               | Ierland | Laugardalsvöllur, Reykjavik Toeschouwers: 1.000 Scheidsrechter: Óli Olsen (ISL) |
| 27 mei Vriendschappelijk Iceland Triangular Tournament № 228 «onderlinge duels» |                   | 83' Frank Stapleton |         | Laugardalsvöllur, Reykjavik Toeschouwers: 1.000 Scheidsrechter: Óli Olsen (ISL) |

|                                                                              |                                 |       |                                           |                                                                             |
| 10 september EK 1988 kwalificatie № 229 «onderlinge duels» 20:00 uur (UTC+2) | Ierland                         | 2 – 2 | België                                    | Heizelstadion, Brussel Toeschouwers: 22.212 Scheidsrechter: Ioan Igna (ROU) |
| 10 september EK 1988 kwalificatie № 229 «onderlinge duels» 20:00 uur (UTC+2) | Nico Claesen 14' Enzo Scifo 71' |       | 18' Frank Stapleton 89' (pen.) Liam Brady | Heizelstadion, Brussel Toeschouwers: 22.212 Scheidsrechter: Ioan Igna (ROU) |

|                                                                            |         |       |           |                                                                               |
| 15 oktober EK 1988 kwalificatie № 230 «onderlinge duels» 15:30 uur (UTC+1) | Ierland | 0 – 0 | Schotland | Lansdowne Road, Dublin Toeschouwers: 47.000 Scheidsrechter: Einar Halle (NOR) |
| 15 oktober EK 1988 kwalificatie № 230 «onderlinge duels» 15:30 uur (UTC+1) |         |       |           | Lansdowne Road, Dublin Toeschouwers: 47.000 Scheidsrechter: Einar Halle (NOR) |

|                                                                      |                    |       |         |                                                                                          |
| 12 november Vriendschappelijk № 231 «onderlinge duels» 17:00 (UTC+1) | Polen              | 1 – 0 | Ierland | Wojska Polskiegostadion, Warschau Toeschouwers: 8.000 Scheidsrechter: Lajos Németh (HUN) |
| 12 november Vriendschappelijk № 231 «onderlinge duels» 17:00 (UTC+1) | Marek Koniarek 43' |       |         | Wojska Polskiegostadion, Warschau Toeschouwers: 8.000 Scheidsrechter: Lajos Németh (HUN) |

### 1987
|                                                                           |           |                   |         |                                                                                     |
| 18 februari EK 1988 kwalificatie № 232 «onderlinge duels» 20:00 uur (UTC) | Schotland | 0 – 1             | Ierland | Hampden Park, Glasgow Toeschouwers: 35.078 Scheidsrechter: Henk van Ettekoven (NED) |
| 18 februari EK 1988 kwalificatie № 232 «onderlinge duels» 20:00 uur (UTC) |           | 6' Mark Lawrenson |         | Hampden Park, Glasgow Toeschouwers: 35.078 Scheidsrechter: Henk van Ettekoven (NED) |

|                                                                         |                                            |       |                     |                                                                                                 |
| 1 april EK 1988 kwalificatie № 233 «onderlinge duels» 18:30 uur (UTC+3) | Bulgarije                                  | 2 – 1 | Ierland             | Vasil Levski Nationaal Stadion, Sofia Toeschouwers: 35.247 Scheidsrechter: Carlos Valente (POR) |
| 1 april EK 1988 kwalificatie № 233 «onderlinge duels» 18:30 uur (UTC+3) | Ayan Sadakov 41' Lachezar Tanev 82' (pen.) |       | 51' Frank Stapleton | Vasil Levski Nationaal Stadion, Sofia Toeschouwers: 35.247 Scheidsrechter: Carlos Valente (POR) |

|                                                                          |         |       |        |                                                                                  |
| 29 april EK 1988 kwalificatie № 234 «onderlinge duels» 18:15 uur (UTC+1) | Ierland | 0 – 0 | België | Lansdowne Road, Dublin Toeschouwers: 44.269 Scheidsrechter: Heinz Holzmann (AUT) |
| 29 april EK 1988 kwalificatie № 234 «onderlinge duels» 18:15 uur (UTC+1) |         |       |        | Lansdowne Road, Dublin Toeschouwers: 44.269 Scheidsrechter: Heinz Holzmann (AUT) |

|                                                                     |                |       |          |                                                                                  |
| 23 mei Vriendschappelijk № 235 «onderlinge duels» 15:00 uur (UTC+1) | Ierland        | 1 – 0 | Brazilië | Lansdowne Road, Dublin Toeschouwers: 17.000 Scheidsrechter: Georges Sandoz (SUI) |
| 23 mei Vriendschappelijk № 235 «onderlinge duels» 15:00 uur (UTC+1) | Liam Brady 33' |       |          | Lansdowne Road, Dublin Toeschouwers: 17.000 Scheidsrechter: Georges Sandoz (SUI) |

|                                                                    |           |                                   |         |                                                                                 |
| 28 mei EK 1988 kwalificatie № 236 «onderlinge duels» 20:00 (UTC+2) | Luxemburg | 0 – 2                             | Ierland | Neie Stadion, Luxemburg Toeschouwers: 4.290 Scheidsrechter: Renzo Peduzzi (SUI) |
| 28 mei EK 1988 kwalificatie № 236 «onderlinge duels» 20:00 (UTC+2) |           | 44' Tony Galvin 64' Ronnie Whelan |         | Neie Stadion, Luxemburg Toeschouwers: 4.290 Scheidsrechter: Renzo Peduzzi (SUI) |

|                                                                         |                                      |       |                  |                                                                                |
| 9 september EK 1988 kwalificatie № 237 «onderlinge duels» 17:30 (UTC+1) | Ierland                              | 2 – 1 | Luxemburg        | Lansdowne Road, Dublin Toeschouwers: 18.000 Scheidsrechter: Keith Cooper (WAL) |
| 9 september EK 1988 kwalificatie № 237 «onderlinge duels» 17:30 (UTC+1) | Frank Stapleton 31' Paul McGrath 74' |       | 28' Armin Krings | Lansdowne Road, Dublin Toeschouwers: 18.000 Scheidsrechter: Keith Cooper (WAL) |

|                                                                            |                                  |       |           |                                                                              |
| 14 oktober EK 1988 kwalificatie № 238 «onderlinge duels» 15:30 uur (UTC+1) | Ierland                          | 2 – 0 | Bulgarije | Lansdowne Road, Dublin Toeschouwers: 22.000 Scheidsrechter: Jan Keizer (NED) |
| 14 oktober EK 1988 kwalificatie № 238 «onderlinge duels» 15:30 uur (UTC+1) | Paul McGrath 52' Kevin Moran 83' |       |           | Lansdowne Road, Dublin Toeschouwers: 22.000 Scheidsrechter: Jan Keizer (NED) |

|                                                                        |                                                                                       |       |        |                                                                               |
| 10 november Vriendschappelijk № 239 «onderlinge duels» 20:00 uur (UTC) | Ierland                                                                               | 5 – 0 | Israël | Dalymount Park, Dublin Toeschouwers: 9.500 Scheidsrechter: Neil Midgley (ENG) |
| 10 november Vriendschappelijk № 239 «onderlinge duels» 20:00 uur (UTC) | John Byrne 13' David Kelly 41' David Kelly 56' David Kelly 71' (pen.) Niall Quinn 83' |       |        | Dalymount Park, Dublin Toeschouwers: 9.500 Scheidsrechter: Neil Midgley (ENG) |

### 1988
|                                                                     |                                 |       |          |                                                                               |
| 23 maart Vriendschappelijk № 240 «onderlinge duels» 16:30 uur (UTC) | Ierland                         | 2 – 0 | Roemenië | Lansdowne Road, Dublin Toeschouwers: 17.000 Scheidsrechter: John Martin (ENG) |
| 23 maart Vriendschappelijk № 240 «onderlinge duels» 16:30 uur (UTC) | Kevin Moran 31' David Kelly 89' |       |          | Lansdowne Road, Dublin Toeschouwers: 17.000 Scheidsrechter: John Martin (ENG) |

|                                                                       |                                   |       |             |                                                                                |
| 27 april Vriendschappelijk № 241 «onderlinge duels» 18:15 uur (UTC+1) | Ierland                           | 2 – 0 | Joegoslavië | Lansdowne Road, Dublin Toeschouwers: 12.000 Scheidsrechter: George Smith (SCO) |
| 27 april Vriendschappelijk № 241 «onderlinge duels» 18:15 uur (UTC+1) | Mick McCarthy 24' Kevin Moran 65' |       |             | Lansdowne Road, Dublin Toeschouwers: 12.000 Scheidsrechter: George Smith (SCO) |

|                                                                 |                                                       |       |                     |                                                                                     |
| 22 mei Vriendschappelijk № 242 «onderlinge duels» 15:30 (UTC+1) | Ierland                                               | 3 – 1 | Polen               | Lansdowne Road, Dublin Toeschouwers: 19.000 Scheidsrechter: Ffrangcon Roberts (WAL) |
| 22 mei Vriendschappelijk № 242 «onderlinge duels» 15:30 (UTC+1) | Kevin Sheedy 12' Tony Cascarino 31' John Sheridan 40' |       | 65' Robert Warzycha | Lansdowne Road, Dublin Toeschouwers: 19.000 Scheidsrechter: Ffrangcon Roberts (WAL) |

|                                                                     |           |       |         |                                                                                       |
| 1 juni Vriendschappelijk № 243 «onderlinge duels» 19:00 uur (UTC+2) | Noorwegen | 0 – 0 | Ierland | Ullevaalstadion, Oslo Toeschouwers: 9.494 Scheidsrechter: Henning Lund Sørensen (DEN) |
| 1 juni Vriendschappelijk № 243 «onderlinge duels» 19:00 uur (UTC+2) |           |       |         | Ullevaalstadion, Oslo Toeschouwers: 9.494 Scheidsrechter: Henning Lund Sørensen (DEN) |

| Europees kampioenschap voetbal 1988 |
| ----------------------------------- |

|                                                                    |          |                 |         |                                                                                        |
| 12 juni EK 1988 Groep B № 244 «onderlinge duels» 17:15 uur (UTC+2) | Engeland | 0 – 1           | Ierland | Neckarstadion, Stuttgart Toeschouwers: 53.000 Scheidsrechter: Siegfried Kirschen (GDR) |
| 12 juni EK 1988 Groep B № 244 «onderlinge duels» 17:15 uur (UTC+2) |          | 6' Ray Houghton |         | Neckarstadion, Stuttgart Toeschouwers: 53.000 Scheidsrechter: Siegfried Kirschen (GDR) |

|                                                                    |                   |       |                   |                                                                                          |
| 15 juni EK 1988 Groep B № 245 «onderlinge duels» 20:15 uur (UTC+2) | Sovjet-Unie       | 1 – 1 | Ierland           | Niedersachsenstadion, Hannover Toeschouwers: 38.308 Scheidsrechter: Emilio Soriano (ESP) |
| 15 juni EK 1988 Groep B № 245 «onderlinge duels» 20:15 uur (UTC+2) | Ronnie Whelan 38' |       | 74' Oleh Protasov | Niedersachsenstadion, Hannover Toeschouwers: 38.308 Scheidsrechter: Emilio Soriano (ESP) |

|                                                                    |               |       |         |                                                                                       |
| 18 juni EK 1988 Groep B № 246 «onderlinge duels» 15:30 uur (UTC+2) | Nederland     | 1 – 0 | Ierland | Parkstadion, Gelsenkirchen Toeschouwers: 64.731 Scheidsrechter: Horst Brummeier (AUT) |
| 18 juni EK 1988 Groep B № 246 «onderlinge duels» 15:30 uur (UTC+2) | Wim Kieft 82' |       |         | Parkstadion, Gelsenkirchen Toeschouwers: 64.731 Scheidsrechter: Horst Brummeier (AUT) |

|  |  |  |  |  |  |  |  |  |

|                                                                              |               |       |         |                                                                                 |
| 14 september WK 1990 kwalificatie № 247 «onderlinge duels» 20:00 uur (UTC+1) | Noord-Ierland | 0 – 0 | Ierland | Windsor Park, Belfast Toeschouwers: 19.873 Scheidsrechter: Michel Vautrot (FRA) |
| 14 september WK 1990 kwalificatie № 247 «onderlinge duels» 20:00 uur (UTC+1) |               |       |         | Windsor Park, Belfast Toeschouwers: 19.873 Scheidsrechter: Michel Vautrot (FRA) |

|                                                                         |                                                                          |       |         |                                                                               |
| 19 oktober Vriendschappelijk № 248 «onderlinge duels» 15:30 uur (UTC+1) | Ierland                                                                  | 4 – 0 | Tunesië | Lansdowne Road, Dublin Toeschouwers: 12.000 Scheidsrechter: Alan Snoddy (NIR) |
| 19 oktober Vriendschappelijk № 248 «onderlinge duels» 15:30 uur (UTC+1) | Tony Cascarino 26' Tony Cascarino 44' John Aldridge 45' Kevin Sheedy 87' |       |         | Lansdowne Road, Dublin Toeschouwers: 12.000 Scheidsrechter: Alan Snoddy (NIR) |

|                                                                             |                                  |       |         |                                                                                               |
| 16 november WK 1990 kwalificatie № 249 «onderlinge duels» 20:30 uur (UTC+1) | Spanje                           | 2 – 0 | Ierland | Estadio Benito Villamarín, Sevilla Toeschouwers: 50.000 Scheidsrechter: Yuriy Savchenko (URS) |
| 16 november WK 1990 kwalificatie № 249 «onderlinge duels» 20:30 uur (UTC+1) | Manolo 52' Emilio Butragueño 66' |       |         | Estadio Benito Villamarín, Sevilla Toeschouwers: 50.000 Scheidsrechter: Yuriy Savchenko (URS) |

### 1989
|                                                                   |         |       |           |                                                                              |
| 7 februari Vriendschappelijk № 250 «onderlinge duels» 19:45 (UTC) | Ierland | 0 – 0 | Frankrijk | Dalymount Park, Dublin Toeschouwers: 22.000 Scheidsrechter: John Lloyd (WAL) |
| 7 februari Vriendschappelijk № 250 «onderlinge duels» 19:45 (UTC) |         |       |           | Dalymount Park, Dublin Toeschouwers: 22.000 Scheidsrechter: John Lloyd (WAL) |

|                                                                         |           |       |         |                                                                                 |
| 8 maart WK 1990 kwalificatie № 251 «onderlinge duels» 18:00 uur (UTC+1) | Hongarije | 0 – 0 | Ierland | Népstadion, Boedapest Toeschouwers: 33.966 Scheidsrechter: Zoran Petrović (YUG) |
| 8 maart WK 1990 kwalificatie № 251 «onderlinge duels» 18:00 uur (UTC+1) |           |       |         | Népstadion, Boedapest Toeschouwers: 33.966 Scheidsrechter: Zoran Petrović (YUG) |

|                                                                          |                            |       |        |                                                                                   |
| 26 april WK 1990 kwalificatie № 252 «onderlinge duels» 17:00 uur (UTC+1) | Ierland                    | 1 – 0 | Spanje | Lansdowne Road, Dublin Toeschouwers: 49.160 Scheidsrechter: Horst Brummeier (AUT) |
| 26 april WK 1990 kwalificatie № 252 «onderlinge duels» 17:00 uur (UTC+1) | Michel González 16' (e.d.) |       |        | Lansdowne Road, Dublin Toeschouwers: 49.160 Scheidsrechter: Horst Brummeier (AUT) |

|                                                                    |                                  |       |       |                                                                                        |
| 28 mei WK 1990 kwalificatie № 253 «onderlinge duels» 15:00 (UTC+1) | Ierland                          | 2 – 0 | Malta | Lansdowne Road, Dublin Toeschouwers: 49.600 Scheidsrechter: José Rosa dos Santos (POR) |
| 28 mei WK 1990 kwalificatie № 253 «onderlinge duels» 15:00 (UTC+1) | Ray Houghton 32' Kevin Moran 55' |       |       | Lansdowne Road, Dublin Toeschouwers: 49.600 Scheidsrechter: José Rosa dos Santos (POR) |

|                                                                        |                                     |       |           |                                                                               |
| 4 juni WK 1990 kwalificatie № 254 «onderlinge duels» 15:00 uur (UTC+1) | Ierland                             | 2 – 0 | Hongarije | Lansdowne Road, Dublin Toeschouwers: 49.600 Scheidsrechter: Egil Nervik (NOR) |
| 4 juni WK 1990 kwalificatie № 254 «onderlinge duels» 15:00 uur (UTC+1) | Paul McGrath 34' Tony Cascarino 83' |       |           | Lansdowne Road, Dublin Toeschouwers: 49.600 Scheidsrechter: Egil Nervik (NOR) |

|                                                                          |                     |       |                  |                                                                                           |
| 6 september Vriendschappelijk № 255 «onderlinge duels» 17:30 uur (UTC+1) | Ierland             | 1 – 1 | West-Duitsland   | Lansdowne Road, Dublin Toeschouwers: 47.000 Scheidsrechter: Frans Van Den Wijngaert (BEL) |
| 6 september Vriendschappelijk № 255 «onderlinge duels» 17:30 uur (UTC+1) | Frank Stapleton 10' |       | 33' Hans Dorfner | Lansdowne Road, Dublin Toeschouwers: 47.000 Scheidsrechter: Frans Van Den Wijngaert (BEL) |

|                                                                            |                                                       |       |               |                                                                                 |
| 11 oktober WK 1990 kwalificatie № 256 «onderlinge duels» 13:00 uur (UTC+1) | Ierland                                               | 3 – 0 | Noord-Ierland | Lansdowne Road, Dublin Toeschouwers: 45.800 Scheidsrechter: Pietro D`Elia (ITA) |
| 11 oktober WK 1990 kwalificatie № 256 «onderlinge duels» 13:00 uur (UTC+1) | Ronnie Whelan 42' Tony Cascarino 47' Ray Houghton 56' |       |               | Lansdowne Road, Dublin Toeschouwers: 45.800 Scheidsrechter: Pietro D`Elia (ITA) |

|                                                                         |       |                                            |         |                                                                                    |
| 15 november WK 1990 kwalificatie № 257 «onderlinge duels» 15:00 (UTC+1) | Malta | 0 – 2                                      | Ierland | Ta' Qalistadion, Ta' Qali Toeschouwers: 2.600 Scheidsrechter: Jaap Uilenberg (NED) |
| 15 november WK 1990 kwalificatie № 257 «onderlinge duels» 15:00 (UTC+1) |       | 31' John Aldridge 68' (pen.) John Aldridge |         | Ta' Qalistadion, Ta' Qali Toeschouwers: 2.600 Scheidsrechter: Jaap Uilenberg (NED) |

CONMEBOL: Bolivia · Chili  · Colombia · Ecuador · Uruguay

UEFA: Albanië · België · Bulgarije · Cyprus · Denemarken · West-Duitsland · Duitse Democratische Republiek · Engeland · Faeröer · Finland · Frankrijk · Griekenland · Hongarije · IJsland · Ierland · Israël · Italië · Joegoslavië ·  Liechtenstein · Luxemburg · Malta · Nederland · Noord-Ierland · Noorwegen · Oostenrijk · Polen · Portugal · Roemenië · San Marino · Schotland ·  Sovjet-Unie ·  Spanje · Tsjecho-Slowakije · Turkije · Wales ·  Zweden · Zwitserland

CAF: Madagaskar

FAI · A-internationals · Bondscoaches · Statistieken · Iers vrouwenelftal · Olympisch elftal · Ierland U21 · Ierland U20 · Ierland U19 · Ierland U18 · Ierland U17 · Ierland U16 · Vrouwen U17
1924 – 1929 ·
1930 – 1939 ·
1940 – 1949 ·
1950 – 1959 ·
1960 – 1969 ·
1970 – 1979 ·
1980 – 1989 ·
1990 – 1999 ·
2000 – 2009 ·
2010 – 2019 ·
2020 − 2029
EK 1988 · 
EK 2012 · 
EK 2016
WK 1990 · 
WK 1994 · 
WK 2002
1924 · 
1925 · 
1926 · 
1927 · 
1928 · 
1929 · 
1930 · 
1931 · 
1932 · 
1933 · 
1934 · 
1935 · 
1936 · 
1937 · 
1938 · 
1939 · 
1940 · 1941 · 1942 · 1943 · 1944 · 1945 · 
1946 · 
1947 · 
1948 · 
1949 · 
1950 · 
1951 · 
1952 · 
1953 · 
1954 · 
1955 · 
1956 · 
1957 · 
1958 · 
1959 · 
1960 · 
1961 · 
1962 · 
1963 · 
1964 · 
1965 · 
1966 · 
1967 · 
1968 · 
1969 · 
1970 · 
1971 · 
1972 · 
1973 · 
1974 · 
1975 · 
1976 · 
1977 · 
1978 · 
1979 · 
1980 · 
1981 · 
1982 · 
1983 · 
1984 · 
1985 · 
1986 · 
1987 · 
1988 · 
1989 · 
1990 · 
1991 · 
1992 · 
1993 · 
1994 · 
1995 · 
1996 · 
1997 · 
1998 · 
1999 · 
2000 · 
2001 · 
2002 · 
2003 · 
2004 · 
2005 · 
2006 · 
2007 · 
2008 · 
2009 · 
2010 · 
2011 · 
2012 · 
2013 · 
2014 · 
2015 ·
2016 ·
2017 ·
2018 ·
2019 ·
2020 ·
2021 ·
2022 ·
2023 ·
2024 ·
2025
Albanië ·
Algerije ·
Andorra ·
Argentinië ·
Armenië ·
Australië ·
Azerbeidzjan ·
België ·
Bolivia ·
Bosnië en Herzegovina ·
Brazilië ·
Bulgarije ·
Canada ·
Chili ·
China ·
Colombia ·
Costa Rica ·
Cyprus ·
Denemarken ·
Duitsland ·
Ecuador ·
Egypte ·
Engeland ·
Estland ·
Faeröer ·
Finland ·
Frankrijk ·
Georgië ·
Gibraltar ·
Griekenland ·
Hongarije ·
IJsland ·
Iran ·
Israël ·
Italië ·
Jamaica ·
Joegoslavië ·
Kameroen ·
Kazachstan ·
Kroatië ·
Letland ·
Liechtenstein ·
Litouwen ·
Luxemburg ·
Malta ·
Marokko ·
Mexico ·
Moldavië ·
Montenegro ·
Nederland ·
Nieuw-Zeeland ·
Nigeria ·
Noord-Ierland ·
Noord-Macedonië ·
Noorwegen ·
Oekraïne ·
Oman ·
Oostenrijk ·
Paraguay ·
Polen ·
Portugal ·
Qatar ·
Roemenië ·
Rusland ·
San Marino ·
Saoedi-Arabië ·
Schotland ·
Senegal ·
Servië ·
Slowakije ·
Sovjet-Unie ·
Spanje ·
Trinidad en Tobago ·
Tsjechië ·
Tsjecho-Slowakije ·
Tunesië ·
Turkije ·
Uruguay ·
Verenigde Staten ·
Wales ·
Wit-Rusland ·
Zuid-Afrika ·
Zweden ·
Zwitserland
België (2016) · 
Italië (2012) · 
Kroatië (2012) · 
Spanje (2012) · 
Zweden (2016)